# Chesterfield District
Chesterfield är ett distrikt (motsvarande kommun) i grevskapet Derbyshire i England, Storbritannien. Distriktet har 104 110 invånare (2022).
Större orter är Chesterfield, Brimington och Staveley. De två sistnämnda är även civil parishes, medan Chesterfield är en unparished area.